# Palmarés de campeonatos regionais de clubes portugueses de futebol
Este artigo dá-nos uma lista com todos os vencedores dos campeonatos regionais de futebol organizados em Portugal. Os campeonatos decorreram até 1947 em Portugal Continental e até 1973 nos arquipélagos da Madeira e Açores. Estas competições eram organizadas pelas associações de futebol de Portugal.[carece de fontes?]

## História
Até à reforma do futebol português em 1948 todos os clubes de determinado distrito tinham de participar no Campeonato Distrital respetivo, sendo depois apurados para disputar a I e II Divisão (consoante posição no campeonato distrital e dimensão da sua associação distrital). Depois de 1948, foi criada a III Divisão para a transição entre os Campeonatos Distritais e os campeonatos nacionais, sendo que os clubes dos Campeonatos Nacionais deixaram de jogar no seu campeonato distrital (não estando incluídos os clubes dos Açores e da Madeira, que só alcançaram as divisões nacionais do futebol português na década de 1970), implementando-se um sistema de subidas e descidas.
O primeiro campeonato regionais a ser realizado foi o de Lisboa em 1906 mesmo antes da fundação da AF Lisboa.

## Palmarés
| Clube                         | Associação          | Venceu | Época(s) |
| ----------------------------- | ------------------- | ------ | --- |
| CS Marítimo                   | AF Madeira          | 35     | 1916–17, 1917–18, 1921–22, 1922–23, 1923–24, 1924–25, 1925–26, 1926–27, 1928–29, 1929–30, 1930–31, 1932–33, 1935–36, 1939–40, 1940–41, 1944–45, 1945–46, 1946–47, 1947–48, 1948–49, 1940–50, 1950–51, 1951–52, 1952–53, 1953–54, 1954–55, 1955–56, 1957–58, 1965–66, 1966–67, 1967–68, 1968–69, 1970–71, 1971–72 e 1972–73 |
| FC Porto                      | AF Porto            | 30     | 1914–15, 1915–16, 1916–17, 1918–19, 1919–20, 1920–21, 1921–22, 1922–23, 1923–24, 1924–25, 1925–26, 1926–27, 1927–28, 1928–29, 1929–30, 1930–31, 1931–32, 1932–33, 1933–34, 1934–35, 1935–36, 1936–37, 1937–38, 1938–39, 1940–41, 1942–43, 1943–44, 1944–45, 1945–46 e 1946–47                                              |
| SC Vila Real                  | AF Vila Real        | 23     | 1924–25, 1925–26, 1926–27, 1927–28, 1928–29, 1929–30, 1930–31, 1931–32, 1932–33, 1933–34, 1934–35, 1935–36, 1936–37, 1937–38, 1938–39, 1939–40, 1940–41, 1941–42, 1942–43, 1943–44, 1944–45, 1945–46 e 1946–47 |
| Luso SC                       | AF Beja             | 19     | 1924–25, 1925–26, 1926–27, 1930–31, 1931–32, 1932–33, 1933–34, 1934–35, 1935–36, 1936–37, 1937–38, 1938–39, 1939–40, 1940–41, 1941–42, 1942–43, 1943–44, 1944–45 e 1945–46 |
| Sporting CP                   | AF Lisboa           | 19     | 1914–15, 1918–19, 1921–22, 1922–23, 1924–25, 1927–28, 1930–31, 1933–34, 1934–35, 1935–36, 1936–37, 1937–38, 1938–39, 1940–41, 1941–42, 1942–43, 1944–45, 1946–47 e 1947–48 |
| Académica                     | AF Coimbra          | 18     | 1922–23, 1923–24, 1924–25, 1927–28, 1932–33, 1933–34, 1934–35, 1935–36, 1936–37, 1937–38, 1938–39, 1939–40, 1940–41, 1941–42, 1942–43, 1943–44, 1944–45 e 1945–46 |
| Angústias                     | AF Horta            | 18     | 1931–32, 1934–35, 1935–36, 1936–37, 1937–38, 1945–46, 1947–48, 1950–51, 1952–53, 1954–55, 1956–57, 1957–58, 1958–59, 1959–60, 1962–63, 1966–67, 1970–71 e 1971–72 |
| SC Vianense                   | AF Viana do Castelo | 17     | 1924–25, 1925–26, 1926–27, 1927–28, 1928–29, 1929–30, 1930–31, 1931–32, 1932–33, 1933–34, 1934–35, 1935–36, 1936–37, 1939–40, 1940–41 e 1941–42 |
| SC Olhanense                  | AF Algarve          | 15     | 1921–22, 1924–25, 1925–26, 1926–27, 1930–31, 1932–33, 1938–39, 1939–40, 1940–41, 1941–42, 1942–43, 1943–44, 1944–45, 1945–46 e 1946–47 |
| Fayal SC                      | AF Horta            | 15     | 1932–33, 1938–39, 1939–40, 1941–42, 1942–43, 1944–45, 1948–49, 1953–54, 1960–61, 1963–64, 1964–65, 1965–66, 1967–68, 1968–69 e 1969–70 |
| CF União                      | AF Madeira          | 13     | 1920–21, 1927–28, 1931–32, 1933–34, 1937–38, 1956–57, 1958–59, 1959–60, 1960–61, 1961–62, 1962–63, 1963–64 e 1964–65 |
| SC Braga                      | AF Braga            | 12     | 1922–23, 1923–24, 1924–25, 1925–26, 1926–27, 1927–28, 1928–29, 1929–30, 1930–31, 1931–32, 1932–33 e 1934–35 |
| Vitória SC                    | AF Braga            | 12     | 1933–34, 1936–37, 1937–38, 1938–39, 1939–40, 1940–41, 1941–42, 1942–43, 1943–44, 1944–45, 1945–46 e 1946–47 |
| Lusitano GC                   | AF Évora            | 12     | 1917–18, 1921–22, 1922–23, 1926–27, 1927–28, 1928–29, 1930–31, 1932–33, 1933–34, 1934–35, 1939–40 e 1940–41 |
| Vitória FC                    | AF Setúbal          | 12     | 1927–28, 1928–29, 1930–31, 1931–32, 1933–34, 1934–35, 1935–36, 1936–37, 1943–44, 1944–45, 1945–46 e 1946–47 |
| SC Covilhã                    | AF Castelo Branco   | 11     | 1936–37, 1937–38, 1938–39, 1939–40, 1940–41, 1941–42, 1942–43, 1943–44, 1944–45, 1945–46 e 1946–47 |
| Estrela de Portalegre         | AF Portalegre       | 11     | 1925–26, 1926–27, 1927–28, 1929–30, 1930–31, 1931–32, 1932–33, 1933–34, 1935–36, 1938–39 e 1939–40 |
| SC Espinho                    | AF Aveiro           | 10     | 1924–25, 1925–26, 1926–27, 1927–28, 1929–30, 1931–32, 1933–34, 1940–41, 1943–44 e 1944–45 |
| SC Mirandela                  | AF Bragança         | 10     | 1930–31, 1931–32, 1932–33, 1933–34, 1934–35, 1935–36, 1936–37, 1937–38, 1938–39 e 1939–40 |
| SL Benfica                    | AF Lisboa           | 10     | 1909–10, 1911–12, 1912–13, 1913–14, 1915–16, 1916–17, 1917–18, 1919–20, 1932–33 e 1939–40 |
| Operária                      | AF Santarém         | 9      | 1927–28, 1930–31, 1931–32, 1932–33, 1933–34, 1934–35, 1942–43, 1944–45 e 1945–46 |
| Juventude SC                  | AF Évora            | 8      | 1924–25, 1925–26, 1931–32, 1935–36, 1938–39, 1942–43, 1943–44 e 1945–46 |
| Sporting da Horta             | AF Horta            | 8      | 1930–31, 1933–34, 1940–41, 1949–50, 1951–52, 1955–56, 1961–62 e 1972–73 |
| União de Coimbra              | AF Coimbra          | 7      | 1925–26, 1926–27, 1928–29, 1929–30, 1930–31, 1931–32 e 1946–47 |
| CD Nacional                   | AF Madeira          | 7      | 1934–35, 1936–37, 1938–39, 1941–42, 1942–43, 1943–44 e 1968–69 |
| SCU Torreense                 | AF Leiria           | 7      | 1938–39, 1939–40, 1940–41, 1941–42, 1943–44, 1944–45 e 1945–46 |
| Portalegrense                 | AF Portalegre       | 7      | 1928–29, 1934–35, 1936–37, 1937–38, 1940–41, 1941–42 e 1942–43 |
| Lusitano de Vildemoinhos      | AF Viseu            | 7      | 1926–27, 1928–29, 1930–31, 1931–32, 1932–33, 1934–35 e 1935–36 |
| Lusitano VRSA                 | AF Algarve          | 6      | 1922–23, 1927–28, 1928–29, 1929–30, 1931–32 e 1934–35 |
| AC Marinhense                 | AF Leiria           | 6      | 1929–30, 1931–32, 1934–35, 1936–37, 1937–38 e 1942–43 |
| CF Belenenses                 | AF Lisboa           | 6      | 1925–26, 1928–29, 1929–30, 1931–32, 1943–44 e 1945–46 |
| Académica de Santarém         | AF Santarém         | 6      | 1935–36, 1936–37, 1938–39, 1939–40, 1940–41 e 1943–44 |
| FC Barreirense                | AF Setúbal          | 6      | 1929–30, 1937–38, 1938–39, 1939–40, 1940–41 e 1941–42 |
| Académico de Viseu FC         | AF Viseu            | 6      | 1929–30, 1936–37, 1937–38, 1938–39, 1944–45 e 1945–46 |
| SC Farense                    | AF Algarve          | 5      | 1914–15, 1917–18, 1933–34, 1935–36 e 1937–38 |
| SL Viseu                      | AF Viseu            | 5      | 1927–28, 1933–34, 1942–43, 1943–44 e 1946–47 |
| AD Ovarense                   | AF Aveiro           | 5      | 1930–31, 1932–33, 1934–35, 1935–36 e 1938–39 |
| SL Portalegre                 | AF Portalegre       | 4      | 1911–12, 1912–13, 1913–14 e 1914–15 |
| Leões de Santarém             | AF Santarém         | 4      | 1924–25, 1924–25, 1926–27 e 1929–30 |
| AD Sanjoanense                | AF Aveiro           | 3      | 1936–37, 1939–40 e 1946–47 |
| União Eborense                | AF Évora            | 3      | 1914–15, 1915–16 e 1916–17 |
| União de Montemor             | AF Évora            | 3      | 1929–30, 1944–45 e 1946–47 |
| Caldas SC                     | AF Leiria           | 3      | 1930–31, 1932–33 e 1933–34 |
| Carcavelos                    | AF Lisboa           | 3      | 1906–07, 1907–08 e 1908–09 |
| SC Beira-Mar                  | AF Aveiro           | 2      | 1928–29 e 1937–38 |
| CF União de Lamas             | AF Aveiro           | 2      | 1941–42 e 1942–43 |
| Vitória Académico             | AF Évora            | 2      | 1912–13 e 1913–14 |
| Casa Pia de Évora             | AF Évora            | 2      | 1918–19 e 1920–21 |
| Lusitânia RM                  | AF Évora            | 2      | 1936–37 e 1937–38 |
| Vitória de Setúbal            | AF Lisboa           | 2      | 1923–24 e 1926–27 |
| SL Elvas                      | AF Portalegre       | 2      | 1944–45 e 1946–47 |
| CD Tondela                    | AF Viseu            | 2      | 1940–41 e 1941–42 |
| Portimonense SC               | AF Algarve          | 1      | 1936–37 |
| UD Oliveirense                | AF Aveiro           | 1      | 1945–46 |
| União de Beja                 | AF Beja             | 1      | 1928–29 |
| Moura Atlético Clube          | AF Beja             | 1      | 1946–47 |
| FC Famalicão                  | AF Braga            | 1      | 1935–36 |
| Ateneu de Évora               | AF Évora            | 1      | 1919–20 |
| Extremoz FC                   | AF Évora            | 1      | 1941–42 |
| Gouveiense                    | AF Guarda           | 1      | 1946–47 |
| SCE Bombarralense             | AF Leiria           | 1      | 1928–29 |
| SC Caldas                     | AF Leiria           | 1      | 1935–36 |
| Ginásio de Alcobáca           | AF Leiria           | 1      | 1946–47 |
| CIF                           | AF Lisboa           | 1      | 1910–11 |
| Casa Pia                      | AF Lisboa           | 1      | 1920–21 |
| SC Esperança                  | AF Portalegre       | 1      | 1915–16 |
| SC Bombeiros Volun.           | AF Portalegre       | 1      | 1922–23 |
| CF Alentejo                   | AF Portalegre       | 1      | 1924–25 |
| Lanifícios de Portalegre      | AF Portalegre       | 1      | 1943–44 |
| SC Campomaiorense             | AF Portalegre       | 1      | 1945–46 |
| Boavista FC                   | AF Porto            | 1      | 1913–14 |
| SC Salgueiros                 | AF Porto            | 1      | 1917–18 |
| Leixões SC                    | AF Porto            | 1      | 1939–40 |
| Académico FC                  | AF Porto            | 1      | 1941–42 |
| CD Torres Novas               | AF Santarém         | 1      | 1928–29 |
| Matrena de Tomar              | AF Santarém         | 1      | 1937–38 |
| União de Tomar                | AF Santarém         | 1      | 1941–42 |
| Ferroviários do Entroncamento | AF Santarém         | 1      | 1946–47 |
| Unidos do Barreiro            | AF Setúbal          | 1      | 1942–43 |
| SC Valenciano                 | AF Viana do Castelo | 1      | 1937–38 |
| Desportivo de Monção          | AF Viana do Castelo | 1      | 1938–39 |
| SC Limarense                  | AF Viana do Castelo | 1      | 1942–43 |
| Mortágua FC                   | AF Viseu            | 1      | 1939–40 |

## Outros palmarés
- Palmarés oficial de clubes portugueses de futebol
- Palmarés nacional de clubes portugueses de futebol
- Palmarés internacional de clubes portugueses de futebol
- Lista de finais europeias de clubes portugueses de futebol
- Palmarés nacional de treinadores de futebol em Portugal
- Palmarés internacional de treinadores de futebol em Portugal
- Palmarés nacional das associações de futebol em Portugal
- Palmarés de divisões inferiores de clubes portugueses de futebol